# Nieuwerkerken (Kelet-Flandria)
Nieuwerkerken belga település a flandriai Kelet-Flandria tartományban, Aalst körzetben található, közigazgatásilag Aalst városának része. A település területe 7,28 km², lakossága kb. 5700 fő.